# XV-1 (航空機)
XV-1 コンバーチプレーン
飛行試験中の XV-1
- 用途：軍用機（軽・輸送機、患者輸送機 、偵察機 ）
- 分類：複合ヘリコプターまたは複合オートジャイロ
- 設計者：マクドネル・エアクラフト
- 製造者：マクドネル・エアクラフト
- 運用者： アメリカ合衆国（陸軍、空軍）
- 初飛行：1954年7月14日
- 生産数：2機
- 運用状況：退役

XV-1 コンバーチプレーン（XV-1 Convertiplane、「転換式航空機」の意味）は、アメリカ空軍とアメリカ陸軍との共同研究計画のために開発された実験的な複合ジャイロプレーン（ホットサイクル式ローター による、擬似的な複合ヘリコプター）である。
本機もまた、回転翼を用いて垂直離着陸飛行するが、従来の回転翼機と比較して、より高速の対気速度を適用することを可能とした。 
XV-1は200 mph (320 km/h; 170 kn) の速度に達し、開発当時の1950年代の基準の平均的な従来型の回転翼航空機より高速であった。しかしチップジェット方式の燃費の悪さ、騒音の酷さ、複雑な構造を持つことによる整備のしにくさの問題が出た。その上、チップジェット方式を採用したために、高温高圧のガスや、強力な音波に伴う振動などを原因とした機体材料疲労を主な理由とする、材料工学上の限界のために、本計画は終了するに至った。

## 開発
1951年、アメリカ空軍は、ヘリコプターのように垂直に離陸して着陸可能な従来のヘリコプターよりも高い対気速度で巡航することが可能な複合ヘリコプターを開発する開発設計競試（コンペティション）を発表した。共同研究計画は、空軍の空軍システム軍団とアメリカ陸軍輸送科によって行われていた。ベル・エアクラフトがティルトローターの技術に基づくXV-3の設計を提出し、シコルスキー・エアクラフト社は格納式の回転翼設計を採用したデルタ翼機であるS-57ことXV-2を提出し、マクドネル社はモデルM-28の設計から変更した設計を提出した。
1951年6月20日、アメリカ空軍と陸軍は、設計に基づいて航空機を開発する契約を結ぶために、マクドネル社との契約文書を締結した。
マクドネル社はモデルM-28の以前の設計作業の恩恵を受け、1951年11月までにアメリカ陸軍とアメリカ空軍による審査のための完全な木型の準備が整えられた。
マクドネル社ではXL-25航空機（Lはリエゾン、すなわち連絡係の意味）が既に製造されているので、形式記号の指定はXH-35に変更した。 
最終的に、この航空機は形式記号「XV-1」命名された転換式航空機の一連の系列の最初の機体になった。
基本的な機体構造は第二次世界大戦後から間もない商用飛行機の設計である4座席級軽飛行機であるビーチクラフト ボナンザおよびライアン・ナビオン級の設計に由来した。
マクドネル社は世界初のチップジェット方式のヘリコプターの飛行を成功させたドブルホフ WNF 342のオーストリアのヘリコプター設計者である工学博士クルト・ホエネムザーとフレデリック・フォン・ドブルホフ (Friedrich von Doblhoff) に参加し、チップジェット駆動ローターシステム（ホットサイクル式ローター）の開発に技術的な方向性を提供した。
彼らの技術情報を利用した、およそ22ヶ月の製造期間の後、最初の回転翼航空機（シリアル番号53-4016）は、1954年初めまでに飛行試験の準備が整った。

## 設計
XV-1胴体の素材構成はこの時代のごく標準的な材料、つまり主としてジュラルミンをはじめとする各種のアルミ合金製で、橇式 (スキッド)・降着装置に取り付けられた合理化されたアルミ合金チューブと、後部に取り付けられた発動機と推進式・プロペラで構成されていた。それはまた、胴体の上に取り付けられた先細の主翼を有していた。 
次いで、水平尾翼の昇降舵によって相互連結された双胴尾部および双胴垂直尾翼が取り付けられた。
回転翼の羽根の先端からの圧力ジェット（チップジェット）によって動力を与えられる3枚羽根の主回転翼を、翼付け根上の胴体上部に取り付けた。
転換式航空機には、 コンチネンタル・モータース製の 航空機用の発動機であるライト ワールウィンド R-975・星型エンジン・ピストンエンジンが搭載されていた。 
圧縮機は垂直飛行のために導風管を介して主回転翼の各々の羽根に空気を圧送し、発動機は水平飛行のために 2枚羽根（2翅）の推進式プロペラを駆動させた。 
前進飛行中に主翼は機体全体の総揚力の約80%から85%を供給し、残りの回転翼は垂直離着陸時の通常回転数の約50%で回転し、残りの不足する揚力である約15%から20%分の揚力を分担する。
空中静止モードでは、主回転翼は毎分410回転 (410 RPM) したが、恒速式回転翼機構により、125 kn (144 mph; 232 km/h) を超える高速飛行の場合はピトー管から入力される気流速度情報を基にコマンドゲレートに類以したアナログコンピュータの動作により、毎分180回転 (180 RPM) に減速した。
操縦室と客室区画 (キャビン)は、ほぼ完全にアクリル樹脂の窓で覆われていたため、航空機の真下を除いて、偵察機に最適な、あらゆる方向の視界が確保されていた。 
操縦席は、直列配置座席で、機長 (正操縦士) と 副操縦士区画で構成されているが、必要に応じて正操縦士のみとした上で3人の乗客、あるいは 操縦士1名 と 2床（患者2名分）の担架を収容する状態を選択できた。

## 運用歴

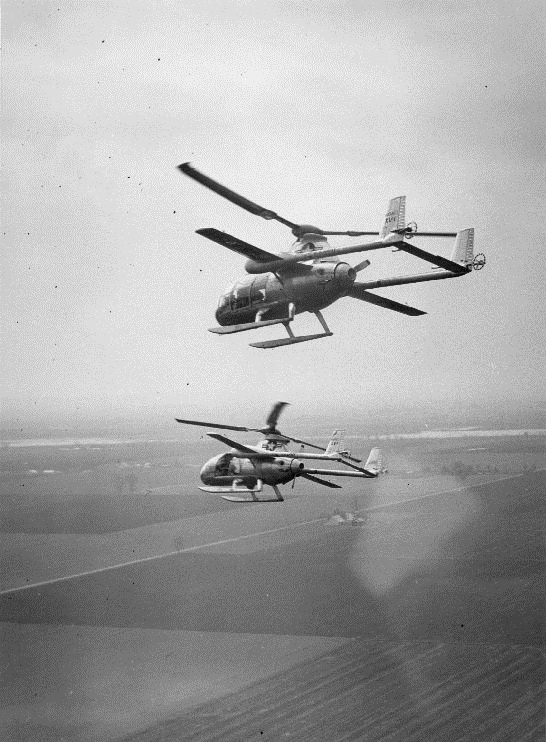
飛行中の初号機53-4016と第2号機53-4017

XV-1の初号機（シリアル番号: 53-4016）は1954年2月11日にテストパイロットのジョン R.ノル (John R. Noll) による空中静止の維持（ホバリング）飛行試験を開始した。 
繋留索は、主回転翼のチップジェット推進システムの問題が解決されるまで、航空機を地面効果内の高度範囲に維持するための鉛の錘（重石）の代用だった。 
1954年7月14日、上記の制限は取り除かれ、XV-1は最初の自由な空中静止 (フリーホバリング) 飛行を行った 飛行試験が続行されると、マクドネル社は第2号機（シリアル番号: 53-4017）を完成させた。
第2号機は、高速前進飛行中に誘導抗力を低減するために、元のXV-1初号機の設計から変更された。この目的を達成するために、主回転翼の取付部（ローターパイロン）を減らし、下部構造を合理化し、強化した。 
第2号機はまた、各テールブームの終端部外側に取り付けられた、2つの4枚羽根の小さな尾部回転翼（テールローター）を特色としていた。これらはジョン R.ノルの空中静止試験飛行の結果の反映であり、"舵、特に垂直尾翼を使用するときに水平面での安定感がない!" (She's lack of yaw authority!) と述べた。 
元の原型である XV-1初号機は、後に第2号機と同様のテールブームの終端部外側のテールローター仕様に改修された。
1955年の春までに、XV-1第2号機は飛行試験計画に参加する準備が整った。
1955年4月29日、XV-1は垂直飛行から水平飛行への最初の転換飛行への移行を行い成功させ、1955年10月10日、XV-1第2号機は200 mph (320 km/h; 170 kn)、その当時の全てのヘリコプターの世界速度記録よりも 約45 mph (72 km/h; 39 kn) 速かった。
XV-1は"mu"（回転翼の羽根の先端速度に対する対気速度の比）を0.95の値で達成した。
3年後、製造された全2機の累計で約600飛行時間が経過した後、XV-1の契約は1957年に解除された。
結局のところ、チップジェット方式のXV-1を用いることは、従来のヘリコプターと比べて得られる利点が少ない上に、構造が複雑になり過ぎて費用対効果が引き合わないと判断された。
出力の割には重い（重量出力比が悪い）レシプロエンジン（ピストンエンジン）は、設計の利点を活かすのに充分な出力を出せなかった。 
従来のヘリコプターの回転翼の設計とターボシャフト発動機の目覚ましい技術的進歩は、その後のXV-1の 性能の優位性の余裕分（マージン）を否定するだろうと予測された。
コックピットでの平均的な騒音水準値は116 dBであったが、エンジン騒音はともかく、回転翼の羽根の先端のジェット騒音の水準は、1/2マイル (0.80km) も離れた距離でも依然として90 dBを記録し、地上職の観測員は羽根先端のジェット音を「イライラする極度の刺激である」と記述した。
マクドネル社は、小型の"クレーンヘリコプター"設計（「モデル120」と定義され、1957年11月13日に初飛行）を用いて、チップジェット回転翼技術を利用しようと試みた。

## 現存機体
アメリカ陸軍は、初号機（シリアル番号: 53-4016）を静態保存として維持し、アメリカ合衆国アラバマ州所在のフォート・ラッカーの米国陸軍航空博物館に移された。 
当時の回転翼航空機の速度記録を打ち建てた、記念碑的な機体である第2号機（シリアル番号: 53-4017）は、1964年にアメリカ陸軍からスミソニアン学術協会が運営するアメリカ国立航空宇宙博物館 (スミソニアン博物館) に寄贈され、同博物館の展示所蔵物となった。

## 仕様 (XV-1)
ハーディングのデータによる。

### 諸元
- 乗組員: 1名 もしくは 2名（2名搭乗の場合は機長と副操縦士）
- 乗客: 2名ないし3名の乗客、または2名分の担架
- 機体長: 50 ft 5 in (15.37 m)
- 固定翼の翼幅: 26 ft (7.92 m)
- 空虚重量: 4,277 lb (1,940 kg)
- 総重量: 5,505 lb (2,497 kg)
- 発動機: 1x コンチネンタル・モータース製の航空機用の発動機・ライト ワールウィンド R-975-19・星型エンジン・ピストンエンジン、525 hp (391 kW)
- 主回転翼の直径: 羽根の枚数 3翅、31 ft (9.4 m)
- 横制御用の尾部回転翼: 双腕（ブーム）左右の終端にプロペラ各々1基（合計2基）、羽根の枚数 4翅

### 性能
- 最高速度: 203 mph (327 km/h; 176 kn)
- 巡航速度: 138 mph (222 km/h; 120 kn)
- 航続距離: 593 mi (515 nmi; 954 km)
- 実用上昇限度: 19,800 ft (6,000 m)
- 初期上昇率: 1,300 ft/min (6.6 m/s)

## 脚註
1. 1 2 3 4 5 6 7  (Connor & Lee, 2001)
2. 1 2 3 4 5 6 7  (Harding, 1997)
3. 1 2  (Markman, 2000)
4. 1 2 3  (Francillon, 1997)
5. ↑  (GlobalSecurity.org)
6. ↑  Harris 2003, page 27
7. ↑  Watkinson, John (2004). The Art of the Helicopter. Elsevier Butterworth-Heinemann. pp. 355. ISBN 07506 5715 4
8. ↑  Harris 2003, page 14
9. ↑  What is the Mu-1 barrier? Flight Global, 12 July 2005. Accessed: 18 January 2011.
10. ↑  Anderson, Rod. The CarterCopter and its legacy Issue 83, Contact Magazine, 30 March 2006. Accessed: 11 December 2010.
11. ↑  Harris 2003, page 26
12. ↑  (Donald, 1997)